# کوه نویز (واشنگتن)
کوه نویز (به انگلیسی: Mount Noyes) یک کوه در ایالات متحده آمریکا است که در Olympic National Park واقع شده‌است. کوه نویز ۱٬۸۸۱٫۵۵ متر بالاتر از سطح دریا واقع شده‌است.